# Bryophaenocladius pectinatus
Bryophaenocladius pectinatus är en tvåvingeart som beskrevs av Albu 1974. Bryophaenocladius pectinatus ingår i släktet Bryophaenocladius och familjen fjädermyggor. Enligt den finländska rödlistan är arten nära hotad i Finland. Arten har ej påträffats i Sverige. Artens livsmiljö är strandängar vid sötvatten. Inga underarter finns listade i Catalogue of Life.